# 德弗根山
72°13′S 0°47′E / 72.217°S 0.783°E
德弗根山是南極洲的山峰，位於毛德皇后地的瑪塔公主海岸，屬於斯維爾德魯普山脈的一部分，處於富格萊費萊特山以北7公里，由德國探險隊拍攝空中照片。